# Manay
Manay é um município de  segunda classe de renda municipal (d) na província Davao Oriental, nas Filipinas. De acordo com o censo de 1 de maio  de  2020 possui uma população de 39 572 pessoas e 9 480 domicílios.